# Бушемі
Бушемі (італ. Buscemi, сиц. Buscemi) — муніципалітет в Італії, у регіоні Сицилія,  провінція Сиракуза.
Бушемі розташоване на відстані близько 580 км на південь від Рима, 180 км на південний схід від Палермо, 37 км на захід від Сиракузи.
Населення — 1071 особа (2014).

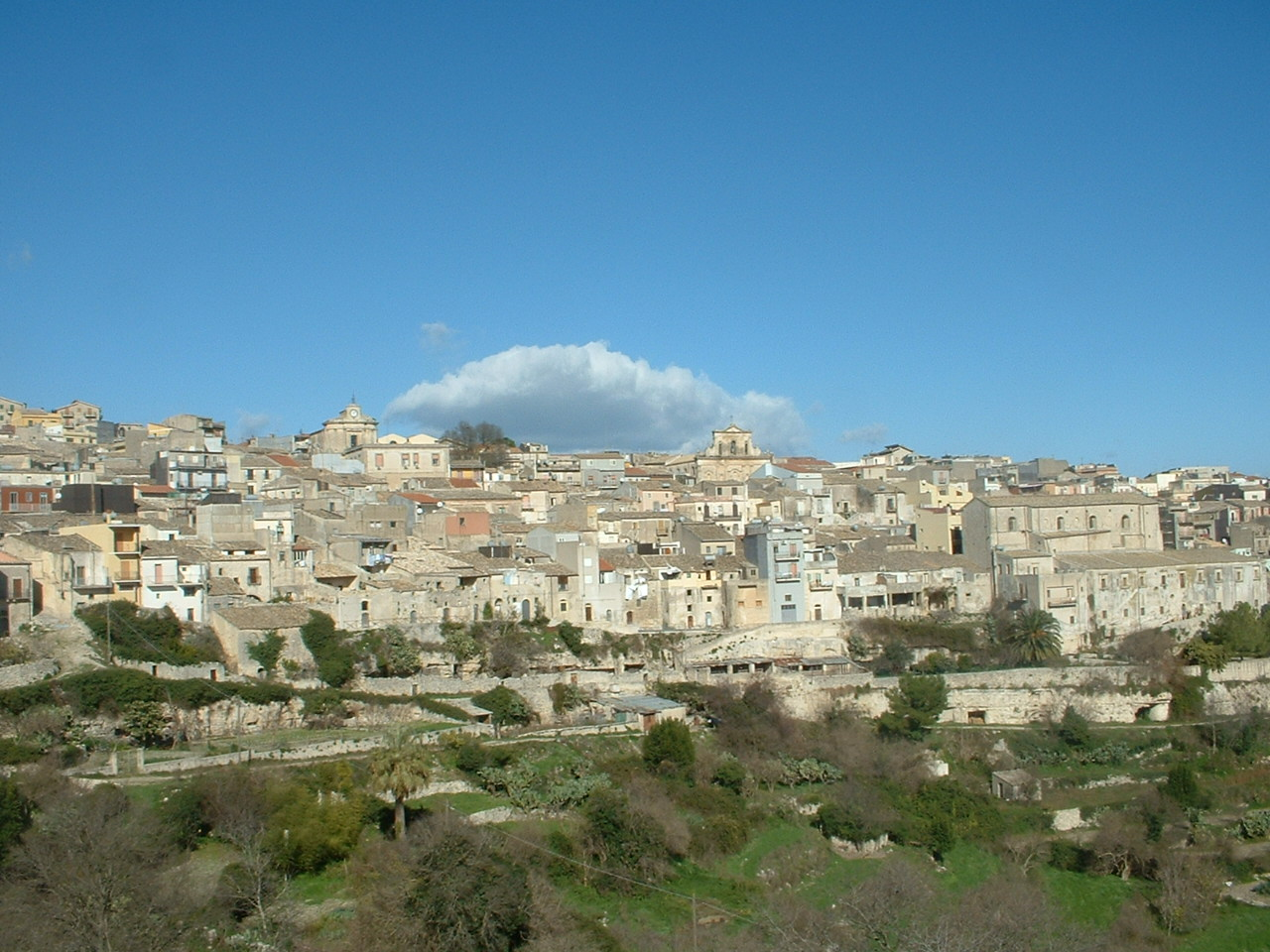

Щорічний фестиваль відбувається останньої неділі серпня. Покровитель — Madonna del bosco.

## Демографія
Населення за роками:

Станом на 1 січня 2023 року в муніципалітеті офіційно проживало 27 іноземців з 9 країн, серед них 18 громадян країн Євросоюзу та 1 громадянин України.

## Сусідні муніципалітети
- Буккері
- Кассаро
- Ферла
- Джарратана
- Модіка
- Палаццоло-Акреїде